# Isabel Segura i Soriano
Isabel Segura i Soriano (Barcelona, 1954) es una historiadora, investigadora y ensayista especializada en la historia del ámbito feminista. Egresó de la Licenciatura en Historia por la Universidad de Barcelona en 1977. Uno de sus intereses ha sido conocer cómo vivían y qué hacían las mujeres, dentro de la historia urbana, especialmente en la ciudad de Barcelona.
Fue directora literaria de las colecciones literarias Clàssiques catalanes, de la editorial LaSal, y de Espacio de Mujeres de Ediciones El Ensanche hasta 1993, cuando fue galardonada con el «Premio 8 de marzo de Maria Aurèlia Capmany».  En 1990 recibió el premio Príncipe de Gales de Diseño Urbano otorgado por la escuela de diseño de Harvard.

## Trayectoria
En sus libros ha tratado la defensa de los derechos de la mujer a la educación y a la profesionalización; las huelgas en el sector del textil, el aborto y la maternidad libre; entre otros temas centrales de la lucha feminista. Además, es miembro de la Asociación Colegial de Escritores de Cataluña.
Ha comisariado numerosas exposiciones, todas relacionadas con las mujeres y el feminismo, destacan entre otras: «50 aniversario del derecho al voto de las mujeres»  (1981); «Las mujeres y la ciudad de Barcelona»  (1995); «Mujeres de Hospitalet. Itinerarios históricos»  (1998).

La historia, la literatura y el urbanismo se configuran como sus intereses particulares de investigación. Sus últimos trabajos inscriben la historia y la literatura de las mujeres en dos geografías urbanas de gran intensidad y riqueza: Barcelona y La Habana.
A los 25 años, tras una enfermedad, decidí que abandonaba un trabajo estable y bien remunerado para dedicarme a lo que me gustaba, que sí, es leer e investigar.
En 2019, publicó el libro Barcelona feminista 1975-1988, el cual retrata y documenta la explosión de libertad que protagonizaron las mujeres tras la muerte del dictador Francisco Franco y que tomó forma en las Jornadas Catalanas de la Mujer el 1976. El libro, que contiene una amplia sección gráfica, es una invitación a crear un hilo conductor que ata todas las luchas de las mujeres del país.